# Silver Broom 1981
Air Canada Silver Broom 1981 var det 23. VM i curling for mænd. Turneringen blev arrangeret af International Curling Federation og afviklet i Thompson Arena i London, Ontario, Canada i perioden 23. – 29. marts 1981 med deltagelse af ti hold. Canada var VM-værtsland for syvende gang, men det var første gang, at London var værtsby.
Mesterskabet blev for anden gang i dets historie vundet af Schweiz, som besejrede USA med 2-1 i finalen. Tredjepladsen gik til de forsvarende mestre fra Canada, som tabte 4-7 til Schweiz i semifinalen. Schweiz' vinderhold kom fra Lausanne-Riviera Curling Club i Lausanne og bestod af Jürg Tanner, Jürg Hornisberger, Patrik Lörtscher og Franz Tanner.
Danmark blev repræsenteret af et hold fra Hvidovre Curling Club bestående af Tommy Stjerne, Oluf Olsen, Steen Hansen og Peter Andersen. Holdet endte på ottendepladsen efter to sejre og syv nederlag.

## Resultater
De ti deltagende hold spillede en enkeltturnering alle-mod-alle. De fire bedst placerede hold i grundspillet gik videre til semifinalerne.

### Grundspil
| Runde | Kampe                  | Kampe | Kampe                  | Kampe | Kampe                   | Kampe | Kampe                   | Kampe | Kampe               | Kampe |
| ----- | ---------------------- | ----- | ---------------------- | ----- | ----------------------- | ----- | ----------------------- | ----- | ------------------- | ----- |
| 1     | Schweiz - Frankrig     | 9-4   | Norge - Skotland       | 7-3   | Canada - Vesttyskland   | 11-20 | Sverige – Italien       | 6-8   | Danmark – USA       | 4-8   |
| 2     | Skotland – Sverige     | 07-10 | Vesttyskland – Danmark | 4-6   | Italien – Schweiz       | 5-7   | USA – Norge             | 4-6   | Canada – Frankrig   | 13-30 |
| 3     | Norge – Vesttyskland   | 11-30 | Canada – Italien       | 8-2   | Sverige – USA           | 5-7   | Frankrig – Danmark      | 03-11 | Skotland – Schweiz  | 6-4   |
| 4     | USA – Canada           | 4-5   | Frankrig – Sverige     | 04-17 | Danmark – Skotland      | 6-7   | Schweiz – Vesttyskland  | 7-4   | Norge – Italien     | 7-4   |
| 5     | Vesttyskland – Italien | 10-40 | USA – Schweiz          | 6-5   | Norge – Canada          | 5-7   | Danmark – Sverige       | 2-9   | Frankrig – Skotland | 03-15 |
| 6     | Canada – Skotland      | 9-5   | Danmark – Norge        | 3-5   | Schweiz – Sverige       | 9-6   | Italien – Frankrig      | 8-5   | USA – Vesttyskland  | 5-7   |
| 7     | Sverige – Norge        | 6-7   | Schweiz – Canada       | 3-8   | Vesttyskland – Frankrig | 5-6   | Skotland – USA          | 4-7   | Italien – Danmark   | 6-5   |
| 8     | Frankrig – USA         | 2-8   | Sverige – Vesttyskland | 10-20 | Skotland – Italien      | 5-4   | Danmark – Canada        | 3-7   | Schweiz – Norge     | 7-4   |
| 9     | Danmark – Schweiz      | 3-9   | Italien – USA          | 4-6   | Frankrig – Norge        | 04-12 | Vesttyskland – Skotland | 5-6   | Sverige – Canada    | 9-5   |

| Plac. | Hold         | Vundne | Tabte |
| ----- | ------------ | ------ | ----- |
| 1.    | Canada       | 8      | 1     |
| 2.    | Norge        | 7      | 2     |
| 3.    | USA          | 6      | 3     |
| 4.    | Schweiz      | 6      | 3     |
| 5.    | Sverige      | 5      | 4     |
| 6.    | Skotland     | 5      | 4     |
| 7.    | Italien      | 3      | 6     |
| 8.    | Danmark      | 2      | 7     |
| 9.    | Vesttyskland | 2      | 7     |
| 10.   | Frankrig     | 1      | 8     |

### Slutspil
| Runde       | Kamp             | Res. |
| ----------- | ---------------- | ---- |
| Semifinaler | Norge - USA      | 4-7  |
| Semifinaler | Canada - Schweiz | 4-7  |
| Finale      | Schweiz - USA    | 2-1  |

### Samlet rangering
| Plac. | Hold         | 4              | 3                  | 2                | 1               |
| ----- | ------------ | -------------- | ------------------ | ---------------- | --------------- |
| Guld  | Schweiz      | Jürg Tanner    | Jürg Hornisberger  | Patrik Lörtscher | Franz Tanner    |
| Sølv  | USA          | Bob Nichols    | Raymond Somerville | Bob Christman    | Bob Buchanan    |
| 3.    | Canada       | Kerry Burtnyk  | Mark Olson         | Jim Spencer      | Ron Kammerlock  |
| 4.    | Norge        | Kristian Sørum | Eigil Ramsfjell    | Gunnar Meland    | Dagfinn Loen    |
| 5.    | Sverige      | Jan Ullsten    | Anders Thidholm    | Anders Nilsson   | Hans Söderström |
| 6.    | Skotland     | Colin Hamilton | W. Michael Dick    | David Ramsay     | Richard Pretsel |
| 7.    | Italien      | Andrea Pavani  | Giuseppe dal Molin | Giancarlo Valt   | Enea Pavani     |
| 8.    | Danmark      | Tommy Stjerne  | Oluf Olsen         | Steen Hansen     | Peter Andersen  |
| 9.    | Vesttyskland | Keith Wendorf  | Hans Dieter Kiesel | Sven Saile       | Heiner Martin   |
| 10.   | Frankrig     | Gerard Ravello | André Jouvent      | Jacques Joulien  | Gérard Alazet   |